# Coccidiphaga exasperata
Coccidiphaga exasperata är en fjärilsart som beskrevs av Lederer 1855. Coccidiphaga exasperata ingår i släktet Coccidiphaga och familjen nattflyn. Inga underarter finns listade i Catalogue of Life.